# Canthylidia osmida
Canthylidia osmida là một loài bướm đêm trong họ Noctuidae.